# سوفتونيك
سوفتونيك (بالإنجليزية: Softonic)‏ هي بوابة ويب مقرها في برشلونة، كاتالونيا، إسبانيا. تأسست في يونيو 1997 وهي مملوكة لشركة سوفتونيك الدولية.

## التاريخ
بدأت سوفتونيك في عام 1996 كخدمة تنزيل موجهة نحو الملفات. كما قدمت الشركة أقراصًا مدمجة شهرية لمكتبتها البرمجية للمستخدمين الذين سئموا من «الاضطرار إلى انتظار التنزيلات لإكمال أو دفع فواتير الهاتف الباهظة». في عام 2000، أصبحت الشركة مستقلة تحت اسم سوفتونيك. في عام 2004، تم توفير سوفتونيك باللغة الألمانية، وفي عام 2005 باللغة الإنجليزية. في البداية كانت الخدمة موجهة فقط لتنزيل برامج دوس وويندوز، ولكنها تطورت لتقديم تنزيلات البرامج لنظام التشغيل ماكينتوش والأنظمة الأساسية للجوال.
تم إدراج سوفتونيك على أنها «أفضل مكان للعمل في إسبانيا (100-250 موظفًا)» في دراسة سنوية أُجريت من 2009 إلى 2011، وثاني أفضل مكان في عام 2008. في عامي 2009 و 2011، تم إدراج الموقع على أنه يحتوي على أكثر حركة زوار فريدة من نوعها في إسبانيا من قبل مكتب التدقيق أو جي دي إنتراكتيفا.
في نهاية عام 2014، أعلنت سوفتونيك أنه سيتم تنفيذ إجراء تخفيض عدد الموظفين كإجراء لخفض التكاليف، بدعوى أسباب مالية وتنظيمية. في ديسمبر، قامت الشركة بإضفاء الطابع الرسمي على فصل 156 موظفًا، مقابل التقدير الأولي البالغ 207.
في فبراير 2015، أعلنت سوفتونيك أن المخضرم في المجال والمؤسس المشارك لموقع داونلود دوت كوم سكوت أرباجيان قد تم تعيينه كرئيس تنفيذي لشركة سوفتونيك، ليحل محل المؤسس توماس دياجو.
في يوليو 2016، أعلنت سوفتونيك عن شراكة مع منصة برمجيات الأعمال كروزديسك.
في مايو 2017، أعلنت الشركة أنها عينت التنفيذية الدولية صوفي برنارد كنائب رئيس الإستراتيجية.

## الخلافات
وصف الرئيس التنفيذي للشركة برنامج سوفتونيك دونلودر بأنه «سهّل السلوك السيئ بين البائعين الخارجيين مما أدى إلى إلحاق الأذى بالمستخدم». في مارس 2015، أعلنت سوفتونيك أنها ستتوقف عن برنامج دونلودر كجزء من خطوة «لاستعادة ثقة المستخدمين، والتي ضاعت جزئيًا خلال سنوات عديدة من الممارسات السيئة من خلال برنامج تنزيل سوفتونيك وشريط الأدوات والعروض الموصى بها».

## وصلات خارجية
- الموقع الرسمي